# Муазез Тахсин Берканд
Муазез Тахсин, след 1934 година Берканд (на турски: Muazzez Tahsin Berkand), е турска писателка.

## Биография
Муазез Тахсин е родена в големия македонски град Солун, тогава Османската империя, в семейството на Хасан Тахсин и съпругата му Айше. Няма консенсус относно годината на нейното раждане - 1894 или 1899 година. Според Writers of Turkey тя е родена в 1899 година. Семейството напуска Солун при избухването на Балканската война в 1912 година и се установява в столицата Цариград. В Цариград Муазез учи английски и френски език с частни учители и учи във френската мисионерска школа на сестрите успенки. В 1917 година отива в Бейрут, Ливан, по това време под османско владичество, за да работи като учителка по турски в Бейрутската девическа гимназия, която е основана от Халиде Едип. След Гръцко-турската война, в 1922 година, тя се завръща в Цариград, за да служи няколко години в Тераки гимназията в Шишли като учителка по френски език и етика. Между 1925 и 1929 година работи в Националната автомобилна компания като преводачка и секретарка. След това Муазез Тахсин работи като преводачка в Отоманската банка. Берканд работи 25 години в юридическия отдел на банката.
Докато работи като преводачка, Берканд пише литературни произведения, които ѝ носят слава. Авторка е и на къси разкази, но е известна предимно с романите си.
Берканд никога не се омъжва. Умира в Истанбул на 4 октомври 1984 година.

## Библиографи
- 1933: Sen ve Ben („Ти и аз“)
- 1935: Bahar Çiçeği („Пролетно цвете“)
- 1935: Sonsuz Gece („Безкрайната нощ“)
- 1938: Bir Genç Kızın Romanı („Романът на момичето“)
- 1941: Kezban
- 1943: Kızım ve Aşkım („Моята дъщеря и моята любов“)
- 1944: Saadet Güneşi („Слънцето на щастието“)
- 1945: Lâle („Лале“)
- 1948: Büyük Yalan („Голямата лъжа“)
- 1949: O ve Kızı („Тя и дъщеря ѝ“)
- 1953: Sevmek Korkusu („Страх от любовта“)
- 1957: Kırılan Ümitler („Измамени надежки“)
- 1958: Rüya Gibi („Като в сън“)
- 1960: Yılların Ardından („След години“)
- 1963: Gençlik Rüzgârı („Вятърът на младостта“)
- 1967: İlk Aşk („Първа любов“)
- 1972: Bir Gün Sabah Olacak mı („Ще изгрее ли някога слънцето?“)
- 1972: İki Kalp Arasında („Между две сърца“)
- 1974: Uğur Böceği („Калинка“)
- 1980: Yabancı Adam  („Чужд човек“)[1]